# Шелягович, Николай Николаевич
Никола́й Никола́евич Шеляго́вич (бел. Мікалай Мікалаевіч Шэляговіч; 21 июля 1956, Огдемер, Дрогичинский район, Брестская область, БССР) — белорусский и российский журналист, писатель, публицист, филолог. Автор концепций истории региона Восточной Пруссии и Западного Полесья в рамках созданной им теории так называемой «Ятвяжской Руси». В 1980-х годах инициатор и апологет идеи самоидентификации жителей Западного Полесья и создания Полесской автономии. Выступает за создание отдельного полесского языка и национальности.

## Биография
Юность и молодость Шеляговича были вполне обычными для того времени: школа, музыкальная школа, филологический факультет Белорусского государственного университета. Под влиянием своих знакомых Алеся Рязанова, Алеся Каско, Николая Прокоповича увлёкся белорусской историей, языком и литературой. Именно в эти годы идентифицирует себя как ятвяга, пишет стихи на ятвяжском языке, что не всегда находило понимание в среде белорусской интеллигенции. Во время обучения на филфаке Белорусского госуниверситета Шелягович начал активно заниматься исследованиями полесского региона, который, по его словам, должен представлять собой особую национально-культурную-автономию в составе Беларуси — с полесским народом, который Шелягович трактовал как потомков древних ятвягов.
Трудовую деятельность начал корреспондентом газеты «Калининградский комсомолец». После окончания третьего курса перевёлся на заочное отделение филфака БГУ. Позже работал в газете «Голас Радзімы» («Голос Родины»), в которой в 1982 году опубликовал свою статью «Голос древних балтов», в которой обосновывал право полешуков считаться самостоятельным этносом. Работа Шеляговича нашла свой отзыв в двух диаметрально противоположных институтах: радио «Свобода» и КГБ. И первые, и вторые высказали негативную оценку работы молодого исследователя. Выдвигался кандидатом в президенты страны. КГБ принял меры в отношении Шеляговича — он был уволен, и со стороны органов госбезопасности на него осуществлялось давление в форме постоянных отказов в приёме на работу. Тем не менее, благодаря Михасю Дубенецкому, Шеляговичу удалось устроится преподавателем Минской высшей школы милиции.
Несмотря на трудности, Шелягович вместе с некоторыми единомышленниками продолжал реализовывать идею автономности полесского региона. 14 апреля 1988 года было создано общественно-культурное объединение «Полісьсе» (Полесье), которое выступало за возрождение западнополесского языка и культуры и за признание западных полешуков самостоятельной нацией. Шелягович также предлагал идею создания белорусско-полесской федерации. Шелягович также был одним из основателей Белорусского Народного Фронта, но позже покинул его ряды. Шелягович был одним из двух делегатов учредительного съезда БНФ, которые в графе «родной язык» указали «ятвяжский».
В 1988 году на страницах молодёжной газеты «Красная Смена» («Чырвоная замена») вышли четыре выпуска литературной подборки на полесском языке «Балесы Полісься», которые с апреля 1989 года трансформировались в самостоятельное издание. В газете печатались материалы краеведческого характера, хроника, новости объединения «Полісьсе». С 1989 года также был налажен выпуск газеты «Збудінне» («Пробуждение»), в подзаголовке которой значилось: издание «Ыныцятывнiji рады сујдіння за одродінне Етвызі» («Инициативного совета движения за возрождение Етвызи»).
Деятельность объединения «Полісьсе» нашла свой резонанс в обществе. Некоторые белорусские общественные деятели и литераторы, например, Нил Гилевич, резко выступили против тезисов Шеляговича, увидев в них угрозу территориальной и национальной целостности Беларуси. Некоторые склонялись к тому, что деятельность Николая Шеляговича — это провокация спецслужб (КГБ).
Уверенность Шеляговича в том, что Полесье станет автономным, не оправдалась. Активизация западнополесского движения, которая пришлась на конец 1980-х — начало 1990-х годов постепенно сошла на нет. В 1991 и 1992 годах участвовал в конгрессах славянских культур в Любляне (Словения) как представитель от «ятвяжской культуры».
С 1992 по 1997 год являлся корреспондентом газеты «DELO» (Любляна, Словения) в Беларуси. Был создателем и председателем партии Всебелорусского единства и согласия. Позже был смещён с поста руководителя Булаховым Дмитрием Петровичем.
С середины 1990-х годов по настоящее время работает в холдинге «SHELENG GROUP», с апреля 2008 года — заместитель председателя совета директоров альянса «Российские системы автоматизации».
В настоящее время в Калининграде под его руководством функционирует «Калининградское региональное общественное объединение „Етвызь“». Шелягович является членом Общественного совета Калининградской облдумы в качестве исследователя древнерусского периода Калининградской и Брестской областей и председателя КРОО «Етвызь».